# ورزشگاه ۱۹ مه مانیسا
ورزشگاه ۱۹ مه مانیسا (به ترکی استانبولی: Manisa 19 Mayıs Stadyumu) یک ورزشگاه چندمنظوره با استفاده بیشتر فوتبال که در شهر مانیسا به سال ۱۹۷۴ با گنجایش استاندارد ۱۶٫۵۹۷ بنا شده‌است. ولی در شرایطی می‌توان تا ۲۰،۰۰۰ نفر مورد استفاده قرار داد. در حال حاضر بازی‌های خانگی باشگاه فوتبال بلدیه‌اسپور آق‌حصار و باشگاه فوتبال مانیسااسپور دو باشگاه استان مانیسا در این ورزشگاه انجام می‌شود.
ورزشگاه ۱۹ مه مانیسا به افتخار ۱۹ مه ۱۹۱۹ که تاریخ آغاز جنگ آتاترک رهبرسابق و بنیانگذار ترکیه نوین در جنگ استقلال ترکیه می‌باشد، نامگذاری شده‌است.